# Lac Parent (Abitibi)
Pour les articles homonymes, voir Lac Parent.
Le lac Parent est un élargissement de la rivière Bell (au Québec), laquelle coule vers le nord-ouest pour aller se jeter plus au nord dans le lac Matagami. Il est situé dans une région marécageuse de l'Abitibi, à peu de distance au nord-est de la ville de Senneterre et à environ 65 km au nord-est de Val-d'Or.
Les activités récréotouristiques notamment la navigation de plaisance sont développés dans ce secteur. À partir du pont ferroviaire de Senneterre, il est possible de naviguer sur 50 km vers le nord par le « chenal de l'Épinette » qui rejoint le lac Parent, jusqu'à l'embouchure de la rivière Robin. Les embarcations de plaisance peuvent naviguer jusqu'à 4,2 km additionnels dans le delta formé, en empruntant soit la rivière Robin (lac Parent) ou 2,7 km dans la baie d'Ignace où se déverse la rivière Delestres, ainsi que remonter en partie ces rivières.
Le bassin versant du lac Parent est desservi du côté ouest par la route 113 qui relie Senneterre et Lebel-sur-Quévillon.

## Géographie
Cette vaste entité lacustre aux formes irrégulières est alimentée par de nombreux cours d'eau, dont les rivières Robin et Delestres au nord-est, et Mégiscane au sud-est.
Ce lac a une longueur de 53 km, une largeur de 6 km et une superficie de près de 122 km². Les principales îles sont l'île Wigwam (la plus vaste en superficie), l'île Bannerman et l'île Prospect. Parmi les autres petites îles identifiées : l'île Blanche, l'île Ronde et l'île Réal. La « Passe de l'Esturgeon » est située entre la rive est du lac et l'île Wigwam. La « Passe de l'Épinette » qui est située entre la rive ouest de la rivière Bell et la presqu'île qui s'avance vers le nord, permet de relier le lac Senneterre situé en amont.

## Histoire
La compagnie de la Baie d'Hudson avait établi un poste de traite au Nord du lac Parent.

## Pêche
La pêche au doré, au brochet et à la perchaude y est excellente.

## Toponymie
Remplaçant l'appellation algonquine de Chabogama ou Shabogama, lac aux chenaux en 1921, cet hydronyme rend hommage à Simon-Napoléon Parent (1855-1920), ancien maire de la ville de Québec et ancien premier ministre de la province de Québec, pour l'ensemble de sa carrière publique.